# Alexander Megas Komnenos
Alexander Megas Komnenos, född 1405, död 1459, var regerande kejsare av Trapezunt från 1451 till 1459. Han var medregent till sin bror och avled före honom, och var aldrig ensam regent. 